# Osbaldeston
Osbaldeston – wieś w Anglii, w hrabstwie Lancashire, w dystrykcie Ribble Valley. Leży 41 km na północny zachód od miasta Manchester i 301 km na północny zachód od Londynu.